# Neustadt Süd (Biel/Bienne)
Das Quartier Neustadt Süd (französisch Nouvelle ville sud) bildet zusammen mit der Neustadt Nord das Zentrum der Stadt Biel/Bienne. Durch den kanalisierten Arm der Schüss wird die Neustadt in einen nördlichen und südlichen Teil unterteilt. Die Neustadt Süd wird nördlich von der Schüss begrenzt, südlich von der Zihl und westlich vom Bielersee. Des Weiteren grenzt dieses Quartier an Nidau und die Quartiere Madretsch Nord sowie Madretsch Süd.
Die Bahnhofsstrasse als ein Teil der Haupteinkaufsstrasse beginnt am Bahnhof Biel und erstreckt sich bis zum Zentralplatz, welcher die Neustadt in zwei Teile unterteilt und von dort aus an die verkehrsfreie Einkaufsstrasse als Nidaugasse weitergeführt wird.

## Infrastruktur
Der neoklassizistische Bieler Hauptbahnhof und das Bundesamt für Kommunikation befinden sich hier.
Ebenfalls ist das Strandbad aus der Bauhauszeit, das Volkshaus und das moderne Wahrzeichen Biels, das Kongresshaus, hier zu finden. Der Hafen der Kursschiffe befindet sich ebenfalls in diesem Quartier.
Das «Bahnhofquartier» östlich des Hauptbahnhofs wurde in den Jahren 1927 bis 1938 geschlossen nach Bauvorschriften des Neuen Bauens errichtet. Dies wurde möglich, da der aktuelle Bahnhof 1923 an einem neuen Standort, südwestlich des bisherigen Bahnhofs, eröffnet wurde. Dadurch ergab sich eine grosse Freifläche, welche einheitlich bebaut werden konnte. Es handelt sich heute um ein schweizweit einzigartiges Bauensemble, das zu grossen Teilen unter Denkmalschutz steht.

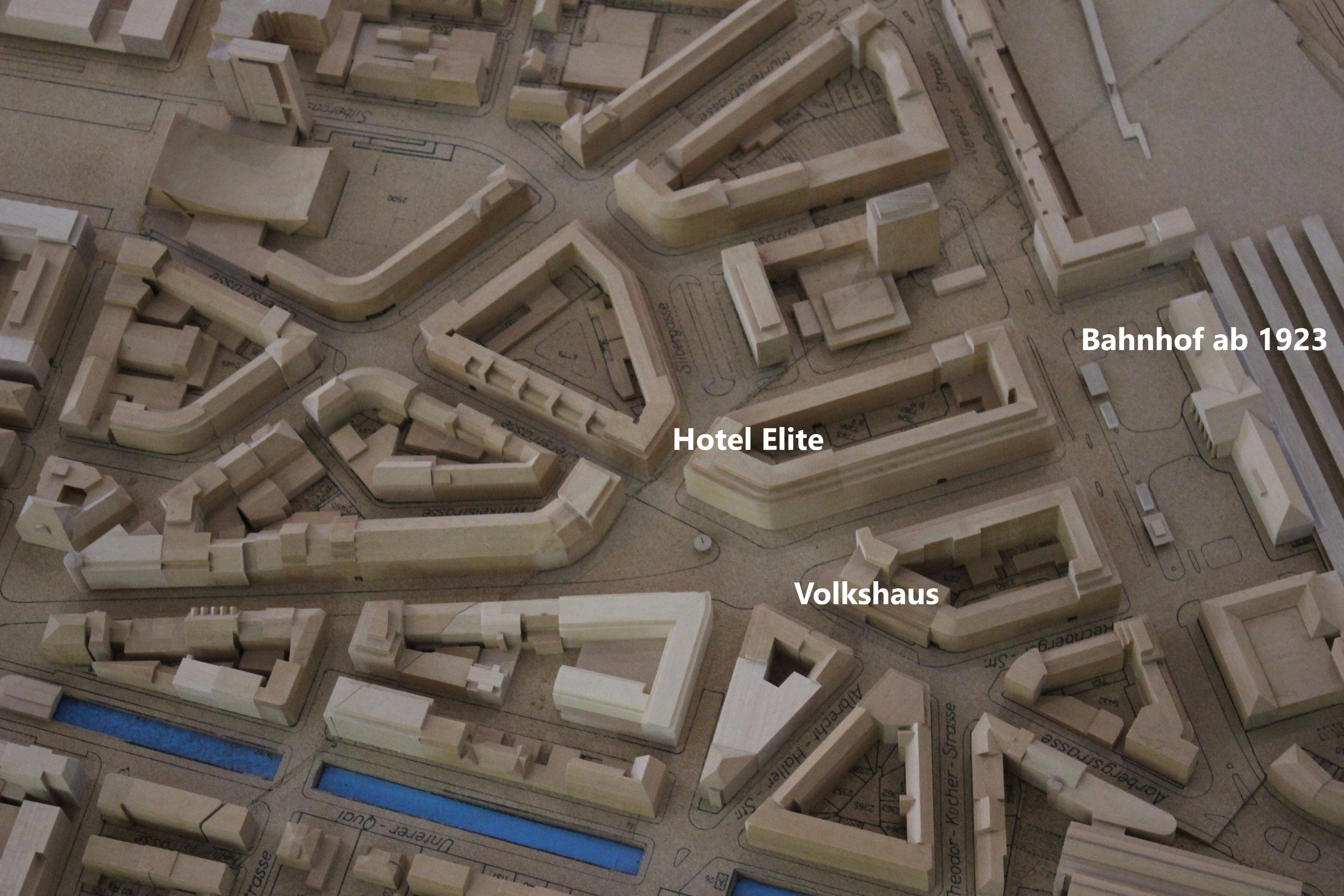
Modell des Bahnhofquartiers; unten der Schüsskanal
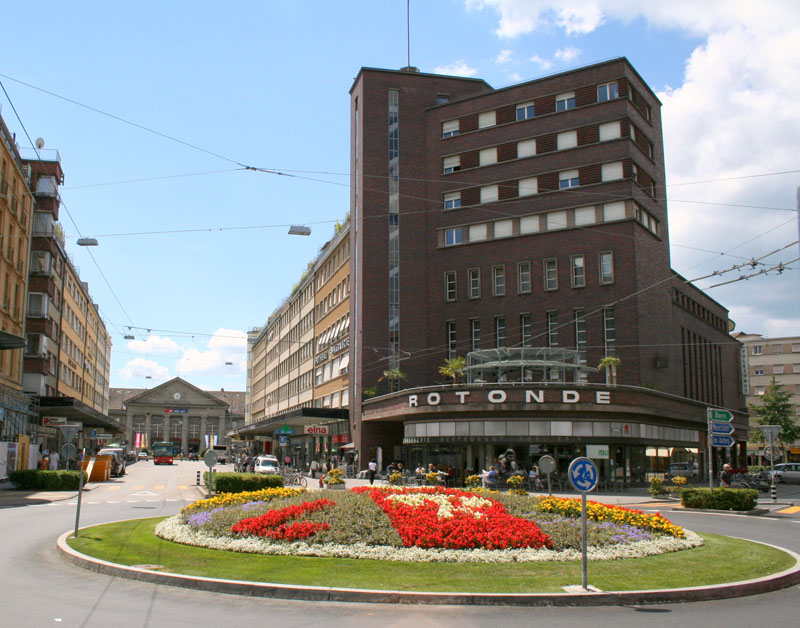
Untere Bahnhofsstrasse, im Hintergrund der Hauptbahnhof, rechts das Volkshaus
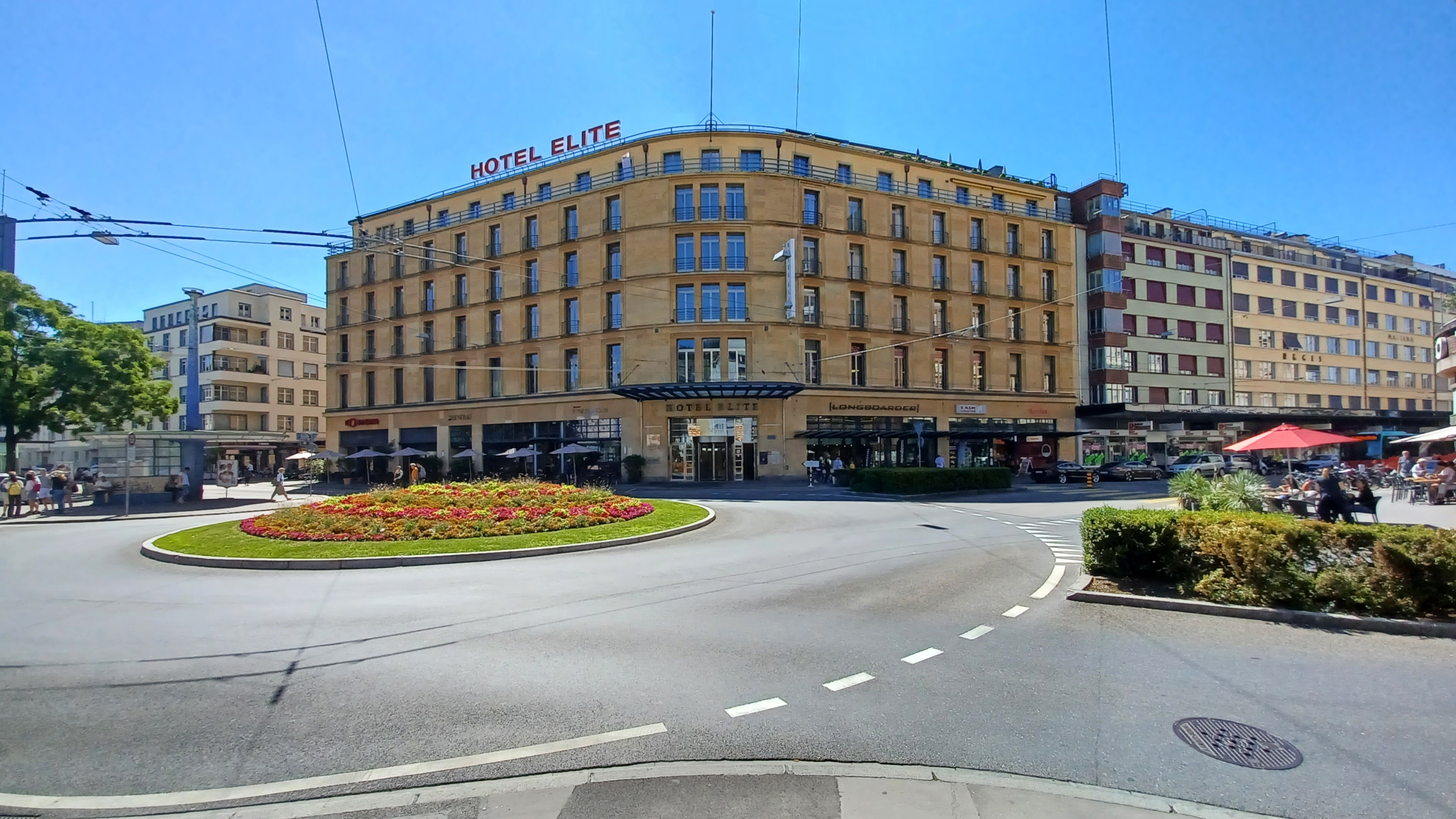
Hotel Elite am General-Guisan-Platz
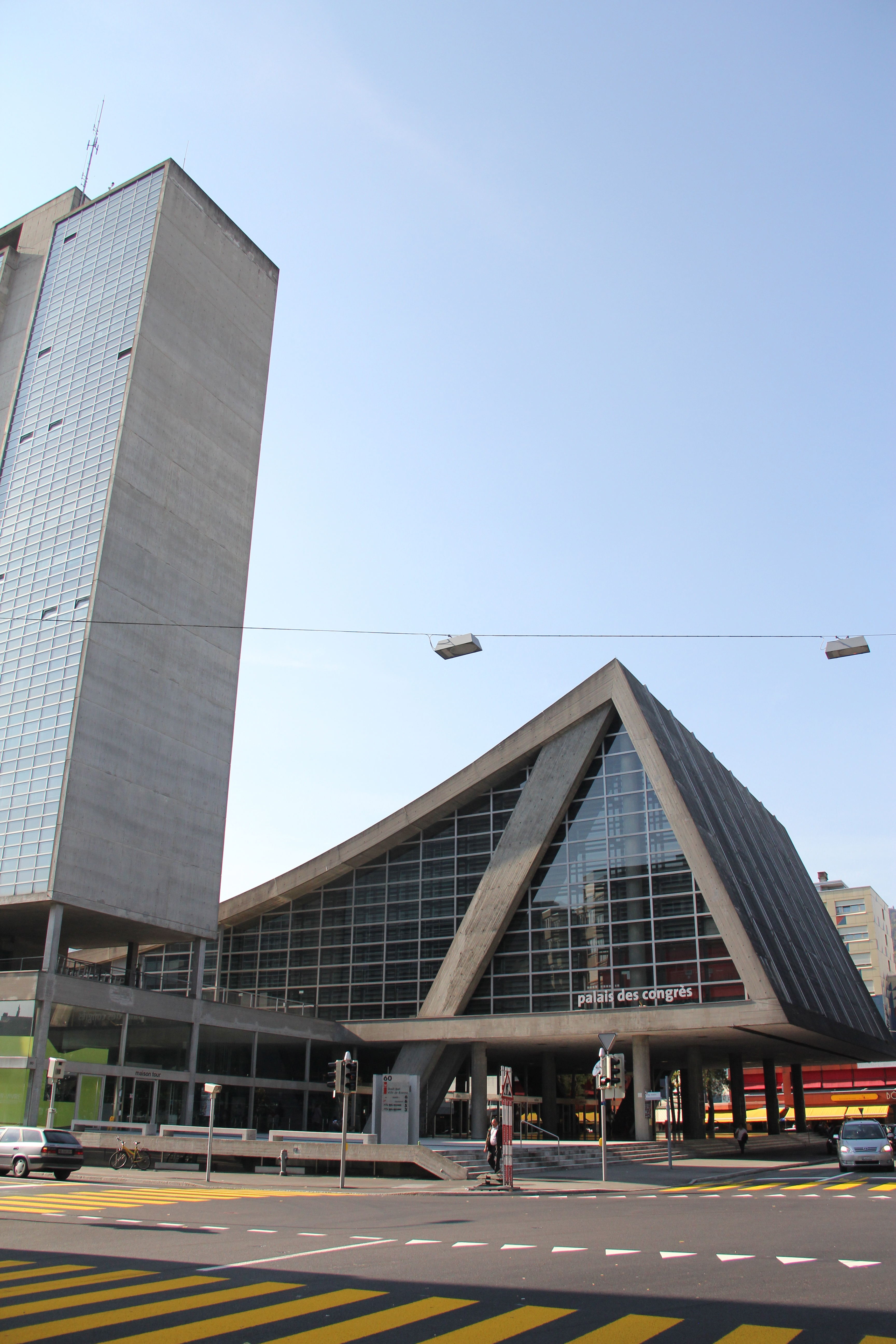
Kongresshaus Biel
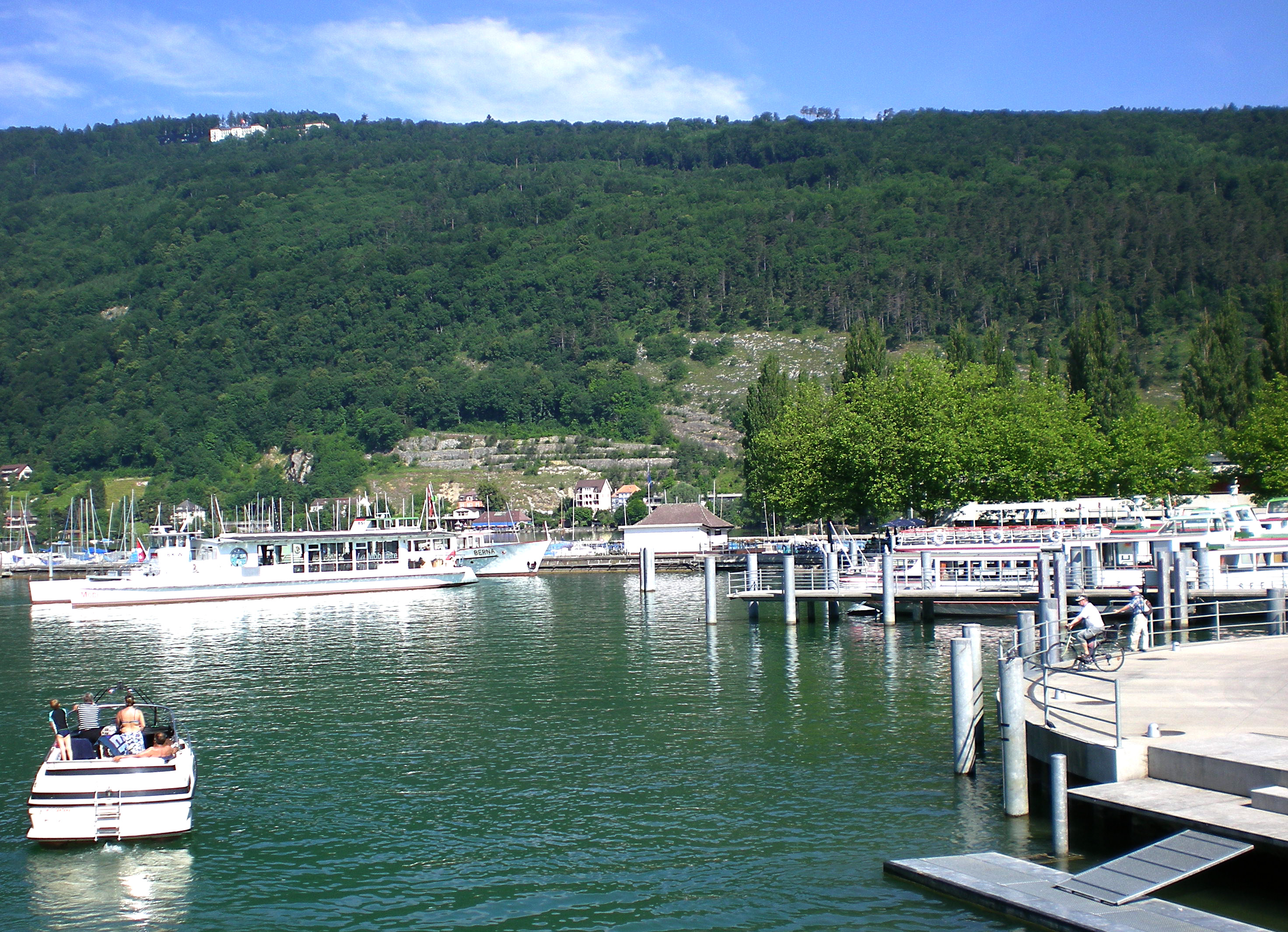
Hafen am Bielersee